# Arnaud Robinet
Arnaud Robinet (ur. 30 kwietnia 1975 w Reims) – francuski polityk i samorządowiec, mer Reims, deputowany do Zgromadzenia Narodowego.

## Życiorys
Absolwent Lycée Saint-Joseph. Po nieudanych studiach medycznych przeniósł się na biochemię, którą ukończył w 2003 na Université de Reims-Champagne-Ardenne. W 2007 został wykładowcą na tej uczelni oraz w centrum uniwersyteckim CHU.
Zaangażował się w działalność polityczną w ramach Demokracji Liberalnej Alaina Madelina. Z ugrupowaniem tym dołączył do Unii na rzecz Ruchu Ludowego, przekształconej następnie w partię Republikanie. W latach 2001–2008 był radnym miejskim swojej rodzinnej miejscowości. W 2008 w wyborach uzupełniających (przeprowadzonych po rezygnacji Renauda Dutreila) uzyskał mandat posła do Zgromadzenia Narodowego w jednym z okręgów departamentu Marna. W 2012 został wybrany na kolejną kadencję. Od 2011 do 2014 zasiadał również w radzie departamentu. W wyniku wyborów miejskich w 2014 objął urząd mera Reims (reelekcja w 2020). W 2021 został także radnym regionu Grand Est.
W 2021 opuścił Republikanów i dołączył do Horizons, którą założył Édouard Philippe.